# Муниципальное образование «Ахинское»
Муниципальное образование «Ахинское» — муниципальное образование со статусом сельского поселения в
Эхирит-Булагатском районе Иркутской области России. Административный центр — село Ахины.

## Демография
| 2010 | 2011  | 2012  | 2013 | 2014 | 2015 | 2016 |
| ---- | ----- | ----- | ---- | ---- | ---- | ---- |
| 1041 | ↘1037 | ↘1007 | ↘989 | ↘972 | ↘956 | ↘955 |
| 2017 | 2018  | 2019  | 2020 |      |      |      |
| ↗966 | ↗979  | ↘973  | ↘965 |      |      |      |

По результатам Всероссийской переписи населения 2010 года
численность населения муниципального образования составила 1041 человек, в том числе 495 мужчин и 546 женщин.

## Населённые пункты
В состав муниципального образования входят населённые пункты
- Ахины
- Байтог
- Бухтумур
- Серафимовск
- Тимошинск